# Lepanthes biloba
Lepanthes biloba es una especie de orquídea epífita originaria de Colombia y Ecuador.

## Descripción
Es una orquídea de tamaño mediano, que prefiere el fresco al frío, es epífita con tallos delgados a fuertes, erguidos y envuelto en 5 a 17 vainas, ciliado-escabrosas y con una única hoja apical, erecta, poco coriácea, oblongo-elíptica a ovado elíptica, aguda a obtusa, poco o ligeramente acuminada, cuneada y de base peciolada. Florece en una delgada inflorescencia en forma de racimo, dística de 4 cm de largo, filiforme con muchas flores, las inflorescencias surgen desde detrás de la hoja. La floración se produce en cualquier época del año.

## Distribución y hábitat
Se encuentra en Colombia y el oeste de Ecuador en los bosques nubosos en alturas de alrededor de 2100 a 3600 metros.

## Taxonomía
Lepanthes biloba fue descrita por John Lindley y publicado en Companion to the Botanical Magazine 2: 356. 1836.
Etimología
Ver: Lepanthes
biloba: epíteto latíno que significa "con dos lóbulos".
Sinonimia
- Lepanthes metaxy Luer & Hirtz 1991
- Lepanthes otostalix Rchb.f. 1855
- Lepanthes peniculus Luer 1983[1][5]